# Estação Oktiabrskaia (metro de Moscovo, linha Kolhtsevaia)
Oktiabrskaia (em russo:  Октябрьская) é uma das estações da linha Kolhtsevaia (Linha 5) do Metro de Moscovo, na Rússia. Estação «Oktiabrskaia» está localizada entre as estações «Park Cultury» e «Dobryninskaia».